# 中华药业
上海中华药业有限公司簡稱上海中华药业、中华药业、上藥中華，是上海医药旗下子公司，主要生产清凉油、风油精。
1911年7月26日，黄楚九在上海创立龙虎公司，這是一家制药企业。龙虎公司主要生产龙虎牌人丹、龙虎牌清凉油。龙虎牌後來（2010年）被評為中华老字号。1912年公司改名中华制药公司。後來更名上海中华制药厂。2009年恢复法人地位，更名上海中华药业有限公司。